# Championnats d'Europe juniors de natation 2022
Navigation
Édition précédente Édition suivante
Les Championnats d'Europe juniors de natation 2022 se sont déroulés du 5 au 10 juillet 2022 à Otopeni, en Roumanie. Les championnats étaient destinés aux filles âgées de 14 à 17 ans et aux garçons âgés de 15 à 18 ans.

## Résultats

### Garçons
| Épreuves             | Or | Argent | Bronze |             |
| -------------------- | --- | --- | --- | ----------- |
| Nage libre           | | | |             |
| 50 m                 | David Popovici 22 min 16 s | Jere Hribar 22 min 55 s | Martin Kartavi 22 min 57 s |             |
| 100 m                | David Popovici 47 min 69 s | Jacob Whittle 48 min 65 s | Nikolas Antoniou 49 min 67 s |             |
| 200 m                | David Popovici 1 min 45 s 45 | Lorenzo Galossi 1 min 47 s 71 | Jacob Whittle 1 min 47 s 85 |             |
| 400 m                | Lorenzo Galossi 3 min 48 s 14 | Krzysztof Chmielewski Vlad Stancu 3 min 50 s 61 | Pas de prix | Pas de prix |
| 800 m                | Lorenzo Galossi 7 min 52 s 04 | Vlad Stancu 7 min 54 s 02 | Krzysztof Chmielewski 7 min 56 s 81 |             |
| 1 500 m              | Vlad Stancu 15 min 5 s 47 | Krzysztof Chmielewski 15 min 13 s 46 | Emir Batur Albayrak 15 min 15 s 24 |             |
| Dos                  | | | |             |
| 50 m                 | Ksawery Masiuk 24 min 65 s | Jonny Marshall 25 min 21 s | Áron Székely 25 min 36 s |             |
| 100 m                | Ksawery Masiuk 52 min 91 s | Oleksandr Zheltyakov 54 min 26 s | Jonny Marshall 54 min 42 s |             |
| 200 m                | Ksawery Masiuk 1 min 56 s 62 | Oleksandr Zheltyakov 1 min 57 s 65 | Filip Kosiński 1 min 58 s 93 |             |
| Brasse               | | | |             |
| 50 m                 | Volodymyr Lisovets 27 min 62 s | Koen de Groot 27 min 65 s | Uroš Živanović 27 min 69 s |             |
| 100 m                | Volodymyr Lisovets 1 min 0 s 96 | Koen de Groot 1 min 1 s 21 | Steijn Louter 1 min 1 s 32 |             |
| 200 m                | Lucien Vergnes 2 min 13 s 02 | Luka Mladenovic 2 min 13 s 21 | George Smith 2 min 13 s 79 |             |
| Papillon             | | | |             |
| 50 m                 | Casper Puggaard 23 min 67 s | Daniel Gracík 23 min 94 s | Ethan Dumesnil 24 min 17 s |             |
| 100 m                | Daniel Gracík 52 min 69 s | Casper Puggaard 53 min 5 s | Ethan Dumesnil 53 min 35 s |             |
| 200 m                | Krzysztof Chmielewski 1 min 55 s 49 | Michał Chmielewski 1 min 56 s 68 | Ramil Valizada 1 min 58 s 35 |             |
| 4 nages              | | | |             |
| 50 m                 | Sanberk Yiğit Oktar 2 min 0 s 68 | Simone Spediacci 2 min 2 s 65 | Michał Piela 2 min 2 s 77 |             |
| 400 m                | Michał Piela 4 min 20 s 50 | Zsombor Bujdosó 4 min 21 s 64 | Vasileios Sofikitis 4 min 22 s 22 |             |
| Relais               | | | |             |
| 4 × 100 m nage libre | Roumanie David Popovici (47 min 54 s) Vlad Stancu (51 min 11 s) Ștefan Cozma (50 min 56 s) Patrick Dinu (49 min 72 s) Alexandru Constantinescu 3 min 18 s 93                                               | Royaume-Uni Jacob Whittle (48 min 69 s) Alexander Painter (49 min 91 s) Evan Jones (49 min 80 s) Reuben Rowbotham-Keating (50 min 61 s) Calvin Fry 3 min 19 s 01                    | Italie Lorenzo Galossi (50 min 8 s) Elia Codardini (49 min 96 s) Davide Passafaro (49 min 89 s) Francesco Lazzari (49 min 89 s) Simone Locchi 3 min 19 s 42                         |             |
| 4 × 200 m nage libre | Italie Alessandro Ragaini (1 min 50 s 06) Filippo Bertoni (1 min 48 s 25) Massimo Chiaroni (1 min 50 s 38) Lorenzo Galossi (1 min 48 s 76) 7 min 17 s 45                                                   | Turquie Sanberk Yiğit Oktar (1 min 49 s 39) Atakan Malgil (1 min 50 s 68) Temiz Tolga (1 min 51 s 41) Batuhan Filiz (1 min 49 s 51) 7 min 20 s 99                                   | Pologne Ksawery Masiuk (1 min 49 s 12) Krzysztof Matuszewski (1 min 52 s 28) Adam Zdybel (1 min 50 s 16) Jakub Walter (1 min 49 s 77) 7 min 21 s 33                                 |             |
| 4 × 100 m 4 nages    | Royaume-Uni Jonny Marshall (54 min 54 s) Elliot Woodburn (1 min 0 s 99) Evan Jones (53 min 97 s) Jacob Whittle (47 min 94 s) Matthew Ward Harvey Freeman Antonio Rodriguez Alexander Painter 3 min 37 s 44 | Ukraine Oleksandr Zheltyakov (54 min 72 s) Volodymyr Lisovets (59 min 77 s) Arsenii Kovalov (53 min 49 s) Yurii Zhovtko (50 min 4 s) David Kyzymenko Georgiy Lukashev 3 min 38 s 02 | Pologne Ksawery Masiuk (53 min 28 s) Filip Urbanski (1 min 2 s 30) Michal Chmielewski (53 min 29 s) Krzysztof Matuszewski (50 min 2 s) Filip Kosinski Maciej Gulinski 3 min 38 s 89 |             |

### Filles
| Épreuves                | Or | Argent | Bronze |
| ----------------------- | --- | --- | --- |
| Nage libre              | | | |
| 50 m                    | Nina Jazy 25 min 22 s | Bianca Costea 25 min 34 s | Sara Curtis 25 min 39 s |
| 100 m                   | Nikolett Pádár 54 min 69 s | Dóra Molnár 55 min 20 s | Roos Vanotterdijk 55 min 34 s |
| 200 m                   | Nikolett Pádár 1 min 58 s 43 | Giulia Vetrano 1 min 59 s 60 | Merve Tuncel 2 min 0 s 02 |
| 400 m                   | Merve Tuncel 4 min 7 s 30 | Giulia Vetrano 4 min 11 s 77 | Nikolett Pádár 4 min 12 s 04 |
| 800 m                   | Merve Tuncel 8 min 28 s 32 | Alexa Reyna 8 min 38 s 04 | Giulia Vetrano 8 min 40 s 71 |
| 1 500 m                 | Merve Tuncel 16 min 13 s 68 | Alexa Reyna 16 min 21 s 46 | Julia Barth 16 min 33 s 87 |
| Dos                     | | | |
| 50 m                    | Mary-Ambre Moluh 27 min 74 s | Lora Komoróczy 28 min 31 s | Roos Vanotterdijk 28 min 62 s |
| 100 m                   | Dóra Molnár 1 min 0 s 88 | Roos Vanotterdijk 1 min 0 s 90 | Mary-Ambre Moluh 1 min 1 s 36 |
| 200 m                   | Dóra Molnár 2 min 10 s 31 | Laura Bernat 2 min 11 s 07 | Evie Dilley 2 min 11 s 19 |
| Brasse                  | | | |
| 50 m breaststroke       | Eneli Jefimova 30 min 44 s | Schastine Tabor 31 min 31 s | Karolina Piechowicz 31 min 44 s |
| 100 m breaststroke      | Eneli Jefimova 1 min 6 s 50 | Justine Delmas 1 min 8 s 80 | Olivia Klint Ipsa 1 min 9 s 29 |
| 200 m breaststroke      | Eneli Jefimova 2 min 26 s 85 | Justine Delmas 2 min 26 s 86 | Defne Coşkun 2 min 27 s 51 |
| Papillon                | | | |
| 50 m butterfly          | Lana Pudar 26 min 49 s | Roos Vanotterdijk 26 min 63 s | Jana Pavalić 26 min 76 s |
| 100 m butterfly         | Roos Vanotterdijk 57 min 85 s | Lana Pudar 57 min 88 s | Julia Ullmann 59 min 39 s |
| 200 m butterfly         | Lana Pudar 2 min 8 s 92 | Tabatha Avetand 2 min 12 s 06 | Anna Porcari 2 min 12 s 20 |
| 4 nages                 | | | |
| 200 m individual medley | Leah Schlosshan 2 min 13 s 49 | Lilla Minna Abraham 2 min 14 s 28 | Emma Carrasco 2 min 14 s 39 |
| 400 m individual medley | Emma Carrasco 4 min 46 s 39 | Belis Şakar 4 min 47 s 11 | Vivien Jackl 4 min 47 s 51 |
| Relais                  | | | |
| 4 × 100 m nage libre    | Italie Veronica Quaggio (56 min 31 s) Marina Cacciapuoti (55 min 37 s) Sara Curtis (56 min 50 s) Matilde Biagiotti (54 min 80 s) 3 min 42 s 98                  | France Mary-Ambre Moluh (55 min 62 s) Emmy Preiter (56 min 47 s) Melora Trompette (56 min 1 s) Giulia Rossi-Bene (55 min 39 s) Albane Cachot Mathilde Pruvot 3 min 43 s 49 | Allemagne Lisa-Marie Finger (56 min 40 s) Celina Springer (57 min 2 s) Maya Werner (57 min 56 s) Nina Jazy (54 min 65 s) Julianna Dora Bocska Jette Lenz 3 min 45 s 63                                       |
| 4 × 200 m nage libre    | Hongrie Lilla Abraham (1 min 59 s 42) Dóra Molnár (2 min 0 s 55) Lili Gyurinovics (2 min 1 s 78) Nikolett Pádár (1 min 57 s 29) 7 min 59 s 04                   | Italie Giulia Vetrano (2 min 0 s 19) Matilde Biagiotti (2 min 1 s 48) Helena Musetti (2 min 3 s 35) Aurora Zanin (2 min 3 s 91) 8 min 8 s 93                               | v Royaume-Uni Hollie Widdows (2 min 2 s 22) Emma Croker (2 min 4 s 45) Ashleigh Baillie (2 min 4 s 65) Erin Little (2 min 2 s 10) 8 min 13 s 42                                                              |
| 4 × 100 m 4 nages       | France Mary-Ambre Moluh (1 min 1 s 78) Justine Delmas (1 min 8 s 41) Tabatha Avetand (59 min 95 s) Giulia Rossi-Bene (55 min 19 s) Zoe Carlos-Broc 4 min 5 s 33 | Hongrie Dóra Molnár (1 min 1 s 58) Dorottya Barna Bianka (1 min 9 s 37) Lora Komoróczy (1 min 0 s 49) Nikolett Pádár (54 min 4 s) 4 min 5 s 48                             | Italie Sara Curtis (1 min 1 s 92) Irene Mati (1 min 9 s 15) Paola Borrelli (59 min 35 s) Matilde Biagiotti (55 min 28 s) Benedetta Scalise Chiara Della Corte Alice Beltrame Marina Cacciapuoti 4 min 5 s 70 |

### Mixtes
| Épreuves             | Or | Argent | Bronze |
| -------------------- | --- | --- | --- |
| 4 × 100 m nage libre | Hongrie Magda Boldizsár (50 min 53 s) Benedek Bóna (49 min 53 s) Nikolett Pádár (54 min 28 s) Dóra Molnár (54 min 49 s) 3 min 28 s 83                                                       | Roumanie David Popovici (47 min 34 s) Patrick Dinu (50 min 3 s) Bianca Costea (55 min 47 s) Rebecca Diaconescu (54 min 80 s) Ștefan Cozma Anastasia Bako Irina Preda 3 min 29 s 35 | Pologne Ksawery Masiuk (48 min 37 s) Krzysztof Matuszewski (49 min 75 s) Julia Kulik (55 min 10 s) Paulina Cierpiałowska (56 min 63 s) 3 min 29 s 85    |
| 4 × 100 m 4 nages    | France Mary-Ambre Moluh (1 min 1 s 38) Lucien Vergnes (1 min 1 s 37) Yohan Airaud (52 min 83 s) Giulia Rossi-Bene (54 min 97 s) Zoe Carlos-Broc Yohan Airaud Melora Trompette 3 min 50 s 55 | Royaume-Uni Jonny Marshall (54 min 69 s) Elliot Woodburn (1 min 1 s 31) Hollie Widdows (1 min 0 s 23) Erin Little (55 min 75 s) 3 min 51 s 98                                      | Ukraine Nika Sharafutdinova (1 min 2 s 52) Volodymyr Lisovets (1 min 0 s 04) Arsenii Kovalov (53 min 29 s) Mariya Dyachenko (56 min 88 s) 3 min 52 s 73 |

## Tableau des médailles
- Pays organisateur ( Roumanie)

| Rang               | Nation             | Or | Argent | Bronze | Total |
| ------------------ | ------------------ | -- | ------ | ------ | ----- |
| 1                  | Hongrie            | 6  | 5      | 3      | 14    |
| 2                  | Pologne            | 5  | 4      | 7      | 16    |
| 3                  | Roumanie           | 5  | 4      | 0      | 9     |
| 4                  | France             | 4  | 6      | 3      | 13    |
| 5                  | Italie             | 4  | 5      | 5      | 14    |
| 6                  | Turquie            | 4  | 2      | 3      | 9     |
| 7                  | Estonie            | 3  | 0      | 0      | 3     |
| 8                  | Royaume-Uni        | 2  | 4      | 5      | 11    |
| 9                  | Ukraine            | 2  | 3      | 1      | 6     |
| 10                 | Bosnie-Herzégovine | 2  | 1      | 0      | 3     |
| 11                 | Belgique           | 1  | 2      | 2      | 5     |
| 12                 | Danemark           | 1  | 2      | 0      | 3     |
| 13                 | Tchéquie           | 1  | 1      | 0      | 2     |
| 14                 | Allemagne          | 1  | 0      | 2      | 3     |
| 15                 | Espagne            | 1  | 0      | 1      | 2     |
| 16                 | Pays-Bas           | 0  | 2      | 1      | 3     |
| 17                 | Croatie            | 0  | 1      | 1      | 2     |
| 18                 | Autriche           | 0  | 1      | 0      | 1     |
| 19                 | Azerbaïdjan        | 0  | 1      | 0      | 1     |
| –                  | Chypre             | 0  | 0      | 1      | 1     |
| –                  | Grèce              | 0  | 0      | 1      | 1     |
| –                  | Israël             | 0  | 0      | 1      | 1     |
| –                  | Serbie             | 0  | 0      | 1      | 1     |
| –                  | Suède              | 0  | 0      | 1      | 1     |
| –                  | Suisse             | 0  | 0      | 1      | 1     |
| Total (25 nations) | Total (25 nations) | 42 | 43     | 41     | 126   |

## Trophée par équipes
Résultats :
| Rang | Équipe      | Points |
| ---- | ----------- | ------ |
| 1    | Italie      | 780    |
| 2    | Royaume-Uni | 726    |
| 3    | France      | 646    |
| 4    | Hongrie     | 609    |
| 5    | Pologne     | 563    |
| 6    | Turquie     | 355    |
| 7    | Ukraine     | 317    |
| 8    | Roumanie    | 284    |
| 9    | Allemagne   | 278    |
| 10   | Israël      | 268    |

| Rank | Team     | Points |
| ---- | -------- | ------ |
| 11   | Espagne  | 237    |
| 12   | Danemark | 231    |
| 13   | Croatie  | 155    |
| 14   | Tchéquie | 148    |
| 15   | Lituanie | 133    |
| 16   | Grèce    | 126    |
| 17   | Estonie  | 122    |
| 18   | Belgique | 109    |
| 19   | Pays-Bas | 86     |
| 20   | Suisse   | 84     |

## Plongée
MEDALS AFTER 17/17 EVENTS
- Pays organisateur ( Roumanie)

| Rang              | Nation            | Or | Argent | Bronze | Total |
| ----------------- | ----------------- | -- | ------ | ------ | ----- |
| 1                 | Italie            | 6  | 5      | 3      | 14    |
| 2                 | Ukraine           | 5  | 4      | 7      | 16    |
| 3                 | Royaume-Uni       | 5  | 4      | 0      | 9     |
| 4                 | Allemagne         | 4  | 6      | 3      | 13    |
| 5                 | Suède             | 4  | 5      | 5      | 14    |
| 6                 | Espagne           | 4  | 2      | 3      | 9     |
| 7                 | Croatie           | 3  | 0      | 0      | 3     |
| 8                 | Finlande          | 2  | 4      | 5      | 11    |
| –                 | Irlande           | 0  | 0      | 1      | 1     |
| Total (9 nations) | Total (9 nations) | 17 | 17     | 17     | 51    |